# Jean-Sébastien Steyer

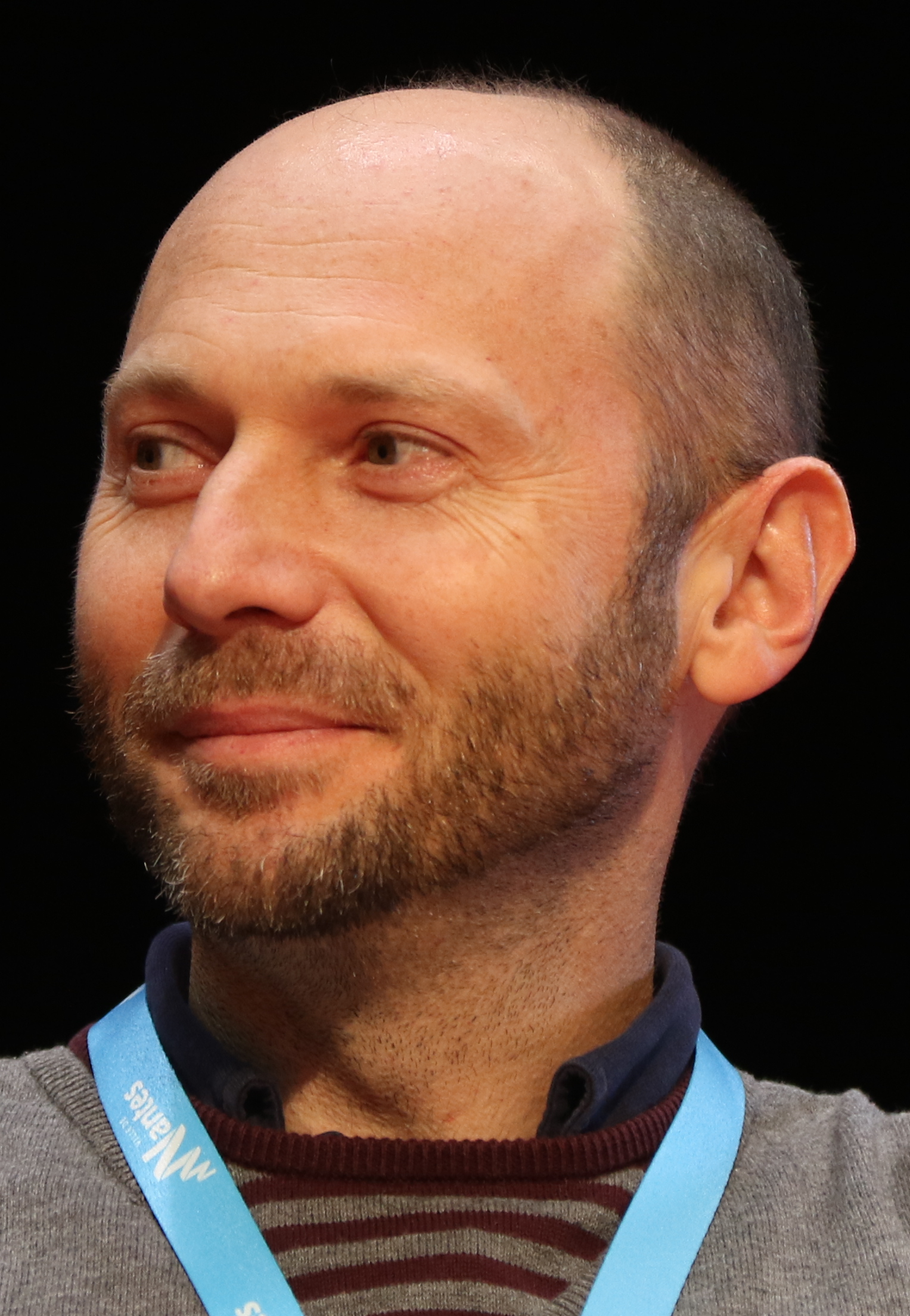
Jean-Sébastien Steyer (2015)

Jean-Sébastien Steyer (* Oktober 1972 in Belfort), auch als J.-Sébastien Steyer oder Sébastien Steyer zitiert, ist ein französischer Paläontologe des Centre national de la recherche scientifique (CNRS), der als Forschungsleiter am Muséum national d’histoire naturelle (MNHN) in Paris tätig ist. Er veröffentlichte auch mehrere Sachbücher.

## Leben
Steyer war schon in jungen Jahren von der Paläontologie begeistert und studierte Geologie und Biologie an den Universitäten Stendhal Grenoble und Dijon. 1996 erhielt er das Diplôme d’études approfondies (DEA) an der Universität Montpellier und absolvierte anschließend seinen Zivildienst. 2001 wurde er unter der Leitung von Jean-Claude Rage (1943–2018) mit der Dissertation Ontogénie et phylogénie des stégocéphales temnospondyles et seymouriamorphes: implications paléobiologiques et paléoenvironnementales am Muséum national d’histoire naturelle zum Doktor promoviert. 2002 wurde er mit dem Prix Van Straelen der Société géologique de France ausgezeichnet. Von 2001 bis 2002 war er als zeitweiliger Lehr- und Forschungsbeauftragter in Lille und Poitiers tätig. Danach hatte er mit Unterstützung eines europäischen Marie-Curie-Stipendium eine Postdoc-Forschungsstelle an der Karls-Universität Prag und an der Akademie der Wissenschaften der Tschechischen Republik. 2003 wurde er Forschungsbeauftragter am CNRS.
Als Spezialist für die Evolution der Fauna vor den Dinosauriern ist er für seine Entdeckungen im Perm und in der Trias sowie für seine Bücher und Vorträge über Paläontologie und Wissenschaft und über Science Fiction und Fantasy bekannt. 2022 und 2023 war er Herausgeber der Bücher Die Wissenschaft von Mittelerde und Die Wissenschaft von Game of Thrones. 
Steyer lehrt oder lehrte an der École nationale supérieure de géologie, der École normale supérieure de Lyon und an den Universitäten von Montpellier, Paris, Lille, Poitiers und Lissabon.
Steyer engagiert sich für die Popularisierung der Wissenschaft und ist Kolumnist für die Zeitschriften Pour La Science, Espèces – Revue d’histoire naturelle und Bifrost. Als ehemaliger freier Mitarbeiter bei der Satirezeitschrift Charlie Hebdo schrieb er für die Rubrik La Science amusante. Er nahm an zahlreichen Veranstaltungen und Ausstellungen teil und er wirkte in wissenschaftlichen Dokumentarfilmen, darunter in La Vie avant les dinosaures (2011, Regie: Claude Delhaye für CNRS), Les forçats des fossiles (2014, Regie: Claude Delhaye und Didier Boclet für CNRS) und Les Mondes Perdus – Qui a tué les insectes géants (2016, deutsch: Verborgene Welten – Rieseninsekten der Vorzeit), mit. Er ist auch Mitglied des Sanctuary-Projektteams, dessen Ziel es ist, künstlerische und wissenschaftliche Botschaften auf den Mond zu schicken.

## Erstbeschreibungen von Jean-Sébastien Steyer
- Nigerpeton Sidor, O’Keefe, Damiani, Steyer, Smith, Larsson, Sereno, Ide & Maga, 2005
- Saharastega Sidor, O’Keefe, Damiani, Steyer, Smith, Larsson, Sereno, Ide & Maga, 2005
- Westphalomerope Nel, Roques, Nel, Prokop & Steyer, 2007
- Warrenisuchus Maganuco, Steyer, Pasini, Boulay, Lorrain, Bénéteau & Auditore, 2009
- Lasasaurus Falconnet, Andriamihaja, Läng & Steyer, 2012
- Sclerocephalus stambergi Klembara & Steyer, 2012
- Lutungutali Peecook, Sidor, Nesbitt, Smith, Steyer & Angielczyk, 2013
- Abajudon Angielczyk, Huertas, Smith, Tabor, Sidor, Steyer, Tsuji & Gostling, 2014
- Antarctosuchus Sidor, Steyer & Hammer, 2014
- Metoposaurus algarvensis Brusatte, Butler, Mateus & Steyer, 2015
- Aphaneramma gavialimimus Fortuny, Gastou, Escuillié, Ranivoharimanana & Steyer, 2017
- Turcosuchus Jouve, Sarigül, Steyer & Sen, 2017
- Turcosuchus okani Jouve, Sarigül, Steyer & Sen, 2017
- Laosuchus Arbez, Sidor & Steyer, 2018
- Laosuchus naga Arbez, Sidor & Steyer, 2018

## Schriften (Auswahl)
- Jean-Sébastien Steyer, Alain Bénéteau (Illustrator): La Terre avant les dinosaures. In: Éditions Belin (Hrsg.): Bibliothèque scientifique. Paris 2009, ISBN 978-2-7011-4206-7 (französisch).
- Jean-Sébastien Steyer, Pierre Bordage, Jean-Paul Demoule, Roland Lehoucq: Exquise Planète. In: Éditions Odile Jacob (Hrsg.): Oj.Sciences. Paris 2014, ISBN 978-2-7381-3065-5 (französisch).
- Jean-Sébastien Steyer: Demain les animaux du Futur. In: Éditions Belin (Hrsg.): Belin sciences. Paris 2015, ISBN 978-2-7011-5886-0 (französisch).
- Jean-Sébastien Steyer, Roland Lehoucq, Marc Boulay (Illustrator): Combien de doigts a un extraterrestre ? Le bestiaire de la SF à l’épreuve des sciences. In: Éditions Belin (Hrsg.): Science à plume. Paris 2016, ISBN 978-2-410-00261-4 (französisch).
- Jean-Sébastien Steyer, Mary Sterb, Bertrand Loyer, Emma Baus: Les mondes perdus. Une nouvelle préhistoire. In: Glénat (Hrsg.): Oj. Sciences. Grenoble/Issy-les-Moulineaux 2016, ISBN 978-2-344-01798-2 (französisch).
- Jean-Sébastien Steyer, Roland Lehoucq, Loïc Mangin: Tolkien et les sciences. Hrsg.: Éditions Belin. Paris 2019, ISBN 978-2-410-00075-7 (französisch).
- Jean-Sébastien Steyer, Arnaud Rafaelian: Anatomie comparée des espèces imaginaires, de Chewbacca à Totoro. Hrsg.: Éditions du Cavalier bleu. 2019, ISBN 979-1-03180350-0 (französisch).
- Jean-Sébastien Steyer, Arnaud Rafaelian: Anatomie comparée des espèces imaginaires. Hrsg.: Éditions du Cavalier bleu. Nouvelle éd. 2022, ISBN 979-1-03180532-0 (französisch).